# Hans Andersson (historiker)
Hans Andersson, folkbokförd Hans Olof Anderson, född 25 mars 1950 i Göteborg, är en svensk historiker.
Han disputerade 1998 i ekonomisk historia vid Stockholms universitet med avhandlingen Androm till varnagel. Han är arkivutbildad och har arbetat som folkhögskollärare men är sedan 2006 informatör vid Rinkeby medborgarkontor i Stockholm. Han har författat flera verk inom rättshistoria, av vilka några finns tillgängliga på internet.
Han är son till tidningsmannen Sven O. Andersson och Alice Sjöberg.

### Tillgängliga via Internet
- Från dygdiga Dorothea till Bildsköne Bengtsson - berättelser om brott i Sverige under 400 år

### Andra verk
- Andersson, Hans, ”Androm till varnagel-”: det tidigmoderna Stockholms folkliga rättskultur i ett komparativt perspektiv, Almqvist & Wiksell International [distributör], Diss. Stockholm : Univ.,Stockholm, 1998. Libris 8363163
- Andersson, Hans (red.), Aldrig kommer duvungar blå utav korpäggen vita: skillingtryck om brott och straff 1708–1937, Kungl. Gustav Adolfs akademien för svensk folkkultur, Uppsala, 2006. Libris 10532424

### Artiklar
- ”Det kommer inga duvungar blå ur korpägg vita…” Djur och djursymbolik i Sveriges folkliga rättskultur
- Illegal Entrepreneurs - A Comparative Study of the Liquor Trade in Stockholm and New Orleans
- Chapbooks on Shaming and Economic Crime